# 441
Het jaar 441 is het 41e jaar in de 5e eeuw volgens de christelijke jaartelling.

## Gebeurtenissen

### Klein-Azië
- Chrysaphius, keizerlijk raadgever, adviseert keizer Theodosius II zijn zuster Aelia Pulcheria te ontdoen van haar politieke functies. Voor haar beleid in de onderdrukking van de Joden in Constantinopel en vernietiging van de synagogen wordt zij verbannen naar het Heilige Land (Palestina).

### Brittannië
- De Angelsaksen vestigen zich aan de monding van de Theems. Ze verspreiden zich vervolgens over Zuidoost-Engeland. Vortimer (zoon van koning Vortigern), leidt een tegenoffensief en verslaat de Saksen uiteindelijk in Kent. (waarschijnlijke datum)

### Europa
- Rechila (r. 441-448) volgt zijn vader Hermeric op als koning en regeert over het Suevenrijk. Hij sluit een alliantie met de Bagaudae (opstandige boeren) in Gallaecia (Noord-Spanje) en verovert Sevilla, hoofdstad van Hispania Baetica. Het Romeinse leger wordt vrijwel verdreven uit het Iberisch Schiereiland.

### Perzië
- Koning Yazdagird II van Perzië sluit na een kortstondige oorlog een vredesverdrag met het Oost-Romeinse Rijk. Na onderhandelingen belooft Theodosius II geen fortificaties te bouwen langs de rijksgrens.

## Overleden
- Hermeric, koning van de Sueben (waarschijnlijke datum)